# Валънтайн Уилямс
Джордж Валънтайн Уилямс (на английски: Valentine Williams) е английски журналист и писател, автор на произведения в жанровете трилър, криминален роман и мемоари. Писал е и под псевдонима Дъглас Валънтайн (Douglas Valentine).

## Биография и творчество
Уилямс е роден на 20 октомври 1883 г. в Лондон, Англия. Най-големият син е на Дж. Едуард Уилямс, главен редактор на агенция „Ройтерс“. Получава частно образование в Германия. През 1902 г. започва работа в „Ройтерс“ като заместник-редактор, а през 1905 г. става кореспондент на Ройтерс в Берлин. През 1908 г. той напуска Ройтерс и работи в „Daily Mail“ правейки репортажи от Париж и отразявайки португалската революция от 1910 г. и Балканските войни от 1912 – 1913 г.
По време на ранните етапи на Първата световна война на репортерите не е разрешен пряк достъп до Западния фронт и той се включва към ирландските гвардейци през декември 1915 г. Участва в битката при Сома, където е тежко ранен през 1916 г. и е награден с Военен кръст. След това се включва към малката група акредитирани военни кореспонденти, базирана в британския Генерален щаб, и продължава да служи като акредитиран кореспондент на „Дейли Мейл“ до края на войната. Пише две автобиографични книги за преживяванията си по време на войната.
След войната пътува много като репортер, отразявайки събития като Версайската мирна конференция, откриването на гробницата на Тутанкамон, събития в Америка и САЩ.
Заедно с работата си започва да пише трилъри. Първият му роман „The Man with the Club Foot“ (Мъжът с кривия крак) от поредицата „Д-р Адолф Грюнд“ е издаден през 1918 г. Става популярен писател на трилъри, публикувайки поредица от 28 книги от 1918 г. до 1946 г.
През 1926 г. напуска работата си на чуждестранен кореспондент и се посвещава на писателската си кариера.
По време на Втората световна война, в началото се включва към Тайната разузнавателна служба, проверявайки потенциални новобранци като Малкълм Мъджридж и Ким Филби, а през 1941 г. е преместен в британското посолство във Вашингтон. Скоро след това заминава за Холивуд, където работи като сценарист за „Twentieth Century Fox“ и „Metro-Goldwyn Mayer“.
Валънтайн Уилямс умира на 20 ноември 1946 г. в Ню Йорк.

## Произведения

### Самостоятелни романи
- The Secret Hand (1919) – издаден и като „Okewood of the Secret Service“[1][2][3][4]
- The Three Of Clubs (1924)
- The Red Mass (1925)
- The Key Man (1926) – издаден и като „The Pigeon House“
Къщата на морския бряг, изд.: ИК „Хермес“, Пловдив (1992), прев. Радка Крапчева
Морски екстаз, изд.: „Милениум“, София (2017), прев. Радка Крапчева
- Mr. Ramosi (1926)
- The Knife Behind the Curtain (1930)
- Fog (1933) – Дороти Райс Симс
- The Portculis Room (1934)
- Double Death (1939)

### Серия „Д-р Адолф Грюнд“ (Dr. Adolph Grundt)
1. The Man with the Club Foot (1918)[1][2][4]
2. The Return of Clubfoot (1923) – издаден и като „Island Gold“
3. Clubfoot the Avenger (1924)
4. The Crouching Beast (1928)
5. The Gold Comfit Box (1932) – издаден и като „Mystery of the Gold Box Secret“
6. The Spider's Touch (1936)
7. Courier to Marrakesh (1944)

### Серия „Инспектор Мандертън“ (Inspector Manderton)
1. The Yellow Streak (1922)[1][2]
2. The Orange Divan (1923)
3. The Eye in Attendance (1927)
4. Death Answers The Bell (1931)

### Серия „Сикрет Сървис“ (Secret Service)
1. Mannequin (1930) – издаден и като „The Mysterious Miss Morrisot“[1][2]
2. The Fox Prowls (1939)

### Серия „Сарджент Тревор Дени“ (Sargent Trevor Dene)
1. Death Answers The Bell (1931)[1][2]
2. The Clock Ticks On (1933)
Неумолимият час, изд. „Евразия-Абагар“ (1991), прев.
3. Masks Off At Midnight (1934)
4. The Clue of the Rising Moon (1935)

### Серия „Хорас Б. Тредголд“ (Horace B. Treadgold)
1. Dead Man Manor (1936)[1][2]
2. The Curiosity of Mr. Treadgold (1937) – издаден и като „Mr Threadgold Cuts In“
3. Skeleton Out of the Cupboard (1946)

### Документалистика
- With Our Army in Flanders (1915)[1]
- Adventures of an Ensign (1917)
- The World of Action (1938) – автобиография

### Екранизации
- 1927 Land of Hope and Glory
- 1933 Fog
- 1935 The Crouching Beast
- 1940 A Dispatch from Reuters